# كيفن هاميلتون (دبلوماسي)
كيفن هاميلتون هو دبلوماسي كندي، ولد في 14 أغسطس 1976 في دنكان، كولومبيا البريطانية ‏ في كندا.